# Авиенда
Авиенда (на английски: Aviendha) от септата Девет долини на Таардад Аийл е една от главните героини във фентъзи-поредицата „Колелото на времето“ от Робърт Джордан.
 Внимание:  Текстът по-долу разкрива сюжета на произведението (или части от него)!

## Описание
Тя е висока, красива и със синьо-зелени очи. Нейната червеникава коса е първоначално къса с опашка, а сега е без опашка. Висока е около 175 см.

## Дева на копието
В началото на историята Авиенда е аийлска Дева на копието – жена-войн, омъжена за своето оръжие. Тя е от септата Девет долини на клана Таардад Аийл. Авиенда е една от аийлците, които прекосяват Гръбнака на света, за да търсят аийлския вожд на вождовете „Този, който идва със зората“ (Ранд ал-Тор). Аийлците помагат на Егвийн ал-Вийр, Елейн Траканд и Нинив ал-Мийра по пътя си и попадат в Камъка на Тийр, където Ранд взима Каландор, който представлява кристален меч и мощен ша'ангреал. Там Авиенда се сприятелява още повече с трите жени, и особено с Егвийн и Елейн, които тя започва да нарича нейни „почтисестри“ според обичаите на Аийл.

## Към Руидийн
Въпреки че с удоволствие би придружила Елейн и Нинив до Танчико в преследването на Черната Аджа, Авиенда е призована обратно в Руидийн в Аийлската пустош поради неизвестни причини. Тя обещава на Елейн да пази Ранд от жени и отпътува в компанията на Ранд, Моарейн и Лан. В Руидийн се разбира, че Авиенда е призована, тъй като може да прелива и ще бъде обучена за Мъдра. Тя е приблизително толкова силна в Единствената сила, колкото Елейн и Егвийн, което я прави една от най-силните живи преливащи жени.

## С Ранд ал-Тор
В Руидийн Авиенда разбира, че съдбата ѝ е да се влюби в Ранд, което би нарушило обещанието ѝ към Елейн. Авиенда обвинява Ранд за това и внезапно става враждебна към него, което го озадачава. Ситуацията се влошава, когато аийлските Мъдри заръчват на Авиенда да обучава Ранд в техните обичаи. Един ден Ранд случайно я вижда, когато тя се къпе гола. Изпаднала в паника, тя отваря портал към другия край на света и побягва в снежна виелица. Ранд осъзнава, че тя няма да оцелее дълго без дрехи в такъв студ. Той взима бързо одеяла и я последва. След като я измъква от една река, двамата правят любов.

## Скорошни събития
По време на битката с Рахвин Авиенда е убита. Ранд използва гибелен плам, за да го убие скоро след това, което премахва нишката му в Шарката достатъчно назад във времето, за да се възкреси Авиенда. След тези премеждия Ранд отпраща Авиенда в компанията на Мат, за да не пострада в негово присъствие. След като пристигат в Салидар, Авиенда се съгласява да придружи Елейн и Нинив до Ебу Дар и помага при използването на Купата на ветровете. Завръщайки се в Кемлин, Авиенда, заедно с Елейн и Мин, обвързва Ранд като Стражник. В Нож от блянове Авиенда е взета от Кемлин от Мъдрите, за да продължи своето чиракуване, после отпътува към Арад Доман с останалите от Таардад Аийл.